# Scutigera chichivaca
Scutigera chichivaca är en mångfotingart som beskrevs av Chamberlin 1944. Scutigera chichivaca ingår i släktet Scutigera och familjen spindelfotingar.
Artens utbredningsområde är Guatemala. Inga underarter finns listade i Catalogue of Life.